# 조선민주주의인민공화국의 문화 개방
조선민주주의인민공화국의 문화 개방은 2분류의 문화 개방으로 이루어져 있으며 특히 2000년대에 진행이 된 문화 개방과 2010년대에 진행이 된 문화 개방이 있으며 2000년대에 진행이 되어 있던 문화개방은 조선민주주의인민공화국판 PC 통신인 광명망의 개통과 더불어 온라인 게임의 열풍이 불었으며 특히 디즈니 애니메이션의 일부가 공개되었다.

## 1990년대의 김일성의 문화 개방 과정

### 만수대 TV의 개국 및 평양 주민의 한정된 시청 가능[1]
조선민주주의인민공화국에는 평양주민들만 볼 수 있는 만수대 TV 채널이 있으며 여기서는 자본주의 나라를 비롯한 외국의 영화들을 주로 방영하며 프로그램도 다양하고 재미있다.
만수대 TV는 1983년 개설돼 주말과 명절 공휴일에만 방송하며 방송 시간은 대개 토요일은 저녁 5시부터 10까지, 일요일은 오전 10시부터 오후 1시까지와 오후 3시부터 10시 까지다.
외국 영화외에도 동물의 세계와 중국 연속극 등도 정기적으로 방영하며 물론 여기에도 김일성과 김정일 찬양 프로는 빠지지 않으며 프랑스 영화 노틀담의 곱추 일본영화 설녀, 만화영화 알리바바와 40명의 도적, 톰과 제리 등과 제3세계 나라 영화들을 많이 내보낸다.
톰과 제리는 우둔한 고양이와 꾀많은 생쥐로 제목이 붙어 있으며 자본주의 나라 영화들은 자본주의 부패상을 그린 옛날 소재의 영화들이 주를 이루며 동구권이나 구 사회주의 나라 영화들도 많이 방영하고 만수대 TV가 최고 인기를 누린 것은 1990년에 방영된 인도 영화 덕분이다.
조선민주주의인민공화국 영화에서 볼 수 없는 남녀간의 애정 장면이나 디스코춤 등이 나오는 방랑아를 비롯한 인도영화가 시리즈로 방영 됐는데, 주인공이 춘 춤은 평양 젊은이들 사이에 크게 유행했다.
만수대 TV에서 재미있는 영화를 할 때면 도심의 거리가 조용해질 정도이며 토요일날 직장에서 하던 일을 멈추고 TV를 봐도, 제재를 가해야 할 간부들도 영화를 보기 때문에 별일이 없다.

## 2000년대의 김정일의 문화 개방 과정

### 광명망의 개통
광명망 초기에는 방패망과 함께 동일한 통신망을 사용했으나, 2000년대 전국적인 광케이블 부설 공사가 마무리되면서 독자적인 인트라넷 망을 갖게 되었다.
2000년대 초반 기준으로 도 - 시 - 군까지 광케이블 공사가 부설이 완료가 되었고 특히 리 기준과 가정집에는 56Kbps 수준의 모뎀 통신망이 부설이 되어 있으나 2010년대 기준으로 도 - 시 - 군 - 면 - 리 기준으로 광케이블 부설 공사가 완료가 되었고 가정집에서는 ADSL 모뎀 통신망이 부설이 완료가 되어 8Mbps 수준의 데이터 속도를 자랑하고 있음을 알 수가 있다.
현재 광명망 서비스 중에서는 메일 서비스와 전자 게시판 서비스, 채팅 서비스, 온라인 게임 서비스를 추진을 하여 조선민주주의인민공화국 주민들에게 유흥을 즐기기 위한 서비스를 하고 있음을 알수가 있었고 한때는 자체로 게시할 수 있는 권한을 주었다.

### 광명망의 개인 이용 재허가
2006년 6월 평양의 국가안전보위부에서 광명망 관련 대책 회의가 열렸으며 발단은 조선컴퓨터센터 홈페이지인 내나라에 올라간 글 때문에 평양과 그 이외의 지역에서는 ADSL 모뎀을 이용한 개인의 망 접촉도 2015년까지 금지되었다.
오라스콤이 광명망을 활용하며 디지털 이동통신망을 구축하면서 지방 지사를 연결해 관리하게 되었으며 또한 오라스콤에서 휴대폰을 이용한 WAP 서비스를 제공하게 되면서, 북한 당국은 광명망을 개인이 이용하도록 할 수밖에 없게 되었으며 다만 광명망 내에 개설된 게시판에 글을 쓰게 되면, 홈페이지의 관리자나 감독 기관에서 글을 검열한 후에 게시하는 방식의 제한이 생기게 되었다.
평안남도 소식통은 5일 데일리 NK와의 통화에서 여기서는 좋은 컴퓨터나 터치폰을 가지고 있어도 해외와 연결돼 있는 인터넷은 완전 차단돼 전혀 사용할 수가 없다면서 하지만 자국내에서만 사용할 수 있는 어설픈 인트라넷이 설치되어 있어 당국에서 제공하는 일부 정보는 공유할 수 있다고 전했다.
이어 소식통은 가정이나 사무실에 컴퓨터를 가지고 있는 간부들은 반드시 국내 인트라넷에 가입해야 하고 손전화기 소지 주민들은 폰을 이용해 정보를 다운받자면 꽤 많은 돈이 들기 때문에 보통 다운을 받지 않으려 하지만 일부 주민들은 영화나 음악을 다운 받고 있다고 덧붙였다.
소식통은 주민들은 손전화기 기기 하나만을 구입하는데 500달러 이상의 많은 비용이 드는데다가 통화료마저 비싸, 대다수가 간단한 통화만 하고 있다면서 하지만 손전화기 소지자가 점점 늘어나고 다양한 기능이 추가되면서 인트라넷 가입자도 차츰 늘고 있다고 설명했다.
소식통에 따르면 공공장소에서 핸드폰을 이용해 노동신문과 영화를 보거나 노래를 듣게 되면 부러움의 대상이 되기 때문에 돈이 들더라도 인트라넷을 이용해 정보를 다운 받는 주민들이 늘고 있다.
스마트폰을 사용하는 주민들에겐 매월 말이나 초에 전신전화국 입금소에서 발행된 전화 사용료 카드가 전달되고 이 카드엔 통화 시간이나 노동신문 다운 횟수가 기재돼 있어 이에 따라 요금이 부과된다고 소식통이 알려왔다.
북한 주민들이 그나마 인트라넷을 이용할 수 있었던 것도 김정일 시대뿐이었다는 것이다. 김정은 정권이 집권한 이후인 2013년 3월부터 북한은 개인들이 사용하던 인트라넷을 모두 철거했다고 현지 소식통들은 말하고 있다.
외부와는 절대로 연결되지 않았고 또 연결할 수도 없는 그렇게 막혀있는 망이며 인트라넷 마저도 김정은이 아직은 개인들에게까지 보급할 필요가 없다 말해서 북한 당국은 2013년 봄에 가정집에 연결되었던 전용선을 모두 거두어 냈다.
신의주의 한 대북 소식통은 이 매체에 요즘에는 젊은 층을 중심으로 남조선 화면 음악이 급속도로 퍼지고 있다며 특히 소원을 말해봐와 같은 소녀시대의 화면 음악은 그 어떤 드라마보다 고가에 팔리고 있다고 말했다.
소녀시대는 물론 틴탑, 씨스타, 슈퍼주니어를 비롯해 한국의 뮤직비디오가 젊은이들의 마음을 파고들고 있다는 게 소식통의 설명이다.
그러면서 2015년부터 내부 통신인 광명망을 사용할 수 있게 돼 최근엔 지역별 대화방이 운영되고 있다면서 대화방을 통해 여러 가지 정보가 공유되고 있다고 덧붙였다.
아예 2017년 8월에는 김정은의 재가 하에 HSPA 모바일 인트라넷 서비스를 허용하여 HSPA USB Stick 판매를 허용하여 조선민주주의인민공화국 주민에게 판매를 하였으며 이를 고려링크에서 인트라넷 서비스 이용자로 개통을 하였다.

## 2010년대의 김정은의 문화 개방 과정

### 김정은의 문화 개방 허가
2016년 김정은이 평양 주민들과 외국인에게만 허용했던 만수대TV 방송을 전 주민에게 개방하라는 지시를 내린 것으로 알려졌으며 대북 소식통은 18일 연합뉴스와의 통화에서 북한 주민들이 외부세계에 대한 환상을 가지지 않도록 국제소식을 알 수 있게 만수대 TV를 시청하게 하라는 김정은의 지시가 하달됐다며 외국영화 시청을 불법으로 규정하고 단속과 처벌을 강화하고 있는 북한 당국의 상황을 고려할 때 이번 지시는 딴 의도가 있는 것 같다고 전했다.
그는 이번 지시는 외부세계에 대해 모르고 있는 주민에게 자본주의 사회의 안 좋은 모습과 사회주의의 우월한 모습을 비교적으로 보여주기 위해 이뤄진 것이라며 이는 주민의 사상적 동요와 탈북을 막고 자본주의 환상을 없애기 위한 의도에서 진행하는 것이라고 지적했다.
2018년에는 많은 주민들이 최근 살기 힘들다고 말은 하면서 적지 않은 돈이 드는 만수대 TV 설치에 극성이다면서 지역 우체국에서는 핀잔을 주었지만 이에 아랑곳하지 않았으며 외국 영화에 대한 인기가 날이 갈수록 높아지고 있다는 점을 당국도 알고 있다고 지적하고 이 같은 결정은 조선민주주의인민공화국 당국의 의도와는 달리 주민들의 외부 정보에 대한 호기심을 자극하는 방향으로 흘러갈 가능성도 있다.
아시아프레스 오사카 사무소의 이시마루 지로 대표는 6월 12일 자유아시아방송에 조선중앙TV 이외의 다른 북한 국내 방송을 시청하기 위한 디지털TV 신호 변환기 즉 디지털 튜너의 보급률이 북한의 일부 지방 도시에서는 80퍼센트에 달한다고 밝혔으며 조선민주주의인민공화국이 2017년 말부터 디지털 고화질 HD 방송으로 전환하면서 전국에서 4개의 방송이 청취가 가능해졌다고 밝혔다.
이시마루 대표는 이전부터 전국적으로 방영되던 조선중앙TV에 추가로 교육 채널인 룡남산 텔레비죤, 세계 각국의 사건사고나 풍물을 다룬 특집 프로그램과 외국 영화 등을 방송하는 만수대 TV, 국제 경기와 스포츠 관련 소식을 전하는 체육 TV 등이 전국적으로 방영되고 있다고 전했다.
이와 관련해 북한 정보통신 관련 웹사이트 노스코리아테크의 마틴 윌리엄스 편집장은 12일 자유아시아방송에 이들 방송이 전국에서 시청 가능한 지 여부는 알 수 없다면서 조선민주주의인민공화국 주민이 당국의 검열을 받지 않은 영상물을 보는 시간과 기회를 줄이려는 북한 당국의 의도라고 평가했다.
북한 당국이 한국 드라마 등 외부 영상의 급속한 유입과 확산으로 인한 민심 이반을 막기 위해 해외 영상물의 통제와 처벌을 강화하는 한편, 자체 영상물의 품질을 향상시키고 공급 채널 수도 늘려 주민들이 북한 TV를 더 시청하도록 유도한다는 설명이다.

### 미국 애니메이션의 전격 개방
2010년부터 조선민주주의인민공화국에서는 미국 애니메이션들을 DVD로 발매하여 종합시장과 목란비데오에 발매하여 판매를 하기 시작을 하였으며 이때 발매를 한 작품으로는 백설공주, 잠자는 숲속의 공주, 라푼젤, 인어 공주, 곰돌이 푸, 도널드 덕, 두루피, 톰과 제리, 101마리 달마시안, 이집트 왕자, 타잔 등 많은 애니메이션을 발매를 하여 큰 파장을 낳았다.
심지어는 다른 스페인의 애니메이션 마르셀리노나 노먼, 메리다와 마법의 숲 등 많은 타 국가 애니메이션들도 많이 개방이 되어 목란비데오에서 판매를 하고 있다.
아예 스마트폰으로 목란비디오로 들어가서 안드로이드로 설치하여 위의 영화들을 볼 수 있도록 전격적으로 허용을 하였으며 이를 파격적인 조치를 취하였고 단, 역시 그외의 영화들을 볼 수는 없다는 단점이 있다.

### 동구권 영화의 전격 개방[18]
2020년 5월 양강도의 한 주민소식통은 23일 코로나 사태가 오래 지속되면서 주민들 속에서 외국영화에 대한 관심이 높아지고 있다면서 그나마 드물게 외국영화를 관람할 수 있는 영화관과 문화회관 운영이 중단되면서 외국영화를 담은 DVD를 이용하는 사람들이 늘어나기 시작했다고 자유아시아방송에 전했다.
소식통은 이러한 추세에 맞춰 지역별로 DVD 판매소가 경쟁적으로 들어서면서 주민들은 당국에서 시청을 허용하는 외국영화를 수시로 접할 수 있게 되었다면서 이밖에도 가까운 친구들이나 가족들끼리 우리 내부에서 불법 유통되던 한국 영화, 미국 영화, 일본 영화를 SD 카드나 USB에 저장해 은밀히 시청하고 있다고 언급했다.

### 스마트폰의 발달
조선민주주의인민공화국 스마트폰에서 당국이 철저히 막는 것은 안 된다 하더라도  주민들을 교양하거나 읽을거리, 자기 계발에 관련된 것들은 막지 않으며 놀라운 사실은 독서가의 벗이라는 앱이 있는데 제목조차 보는 것도 금지됐던 외국 도서들이 정말 많으며 다른 의미에서 보면 스마트폰을 이용해 선순환적 기능, 다시 말해 뉴미디어, 다양한 앱을 개발해서 국민 정서와 국민 양식을 요구하는 방향으로 키우기 위한 노력을 하고 있다고 밝히고 있다.
2018년 조선민주주의인민공화국에서 등장하는 최신 컴퓨터 게임은 게이머들의 취향이 북한의 군사적 야망과 수사에 맞춰 조율되고 있음을 보여주며 북한 뉴스 웹 사이트인 아리랑 메아리에 따르면 양키소탕전이라는 새로운 1인칭 FPS 게임이 전국적으로 인기를 얻고 있다고 한다.
슈퍼마리오 64 게임도 조선민주주의인민공화국에서 복제 개발하여 품질을 좋게 하여 실제로 다운로드를 받고 공개한 사례가 상당하며 그외에 마리오 게임도 다운로드를 받은 사람들이 있다.
또한 소셜 미디어에 올린 북한 스마트폰 사진에는 해상격전과 탱크전, 탑쌓기와 같은 게임을 비롯해 한자 사전, 현대 중국어, 건강관리 앱 등이 설치돼 있었다.
더군다나 스포츠 게임이 유명하여 유로파리그 선수나 혹은 국가 대표팀을 직접 선택할 수 있는 권한을 주었으며 특히 그래픽도 상당히 좋다.
2015년에는 온라인 쇼핑 사이트인 옥류가 처음으로 개관하여 처음으로 결제하는 시스템을 갖추게 되었음을 알수가 있고 대략 30개의 온라인 쇼핑 사이트가 생겼다.

### 스마트 TV의 발달[25]
락원무역총회사에서 출품한 스마트 TV는 제15차 평양가을철국제상품전람회에서 많은 사람들의 관심을 모아 락원 스마트 TV는 아날로그와 디지털 화면의 시청을 목적으로 하는 기본사명을 여전히 수행하면서도 안드로이드 시스템이 설치되어 있어 태블릿 PC 혹은 스마트폰에서 동작하는 여러 가지 응용프로그램들을 거의 그대로 이용할 수 있다고 설명했다.
광명망과의 연결도 가능한 이 스마트 TV는 국가망에서 운영되는 모든 홈페이지들에 대한 가입과 열람을 할 수 있어 스마트 TV로 상영되던 모든 방영프로그램을 재시청할 수 있는 만방열람기와 화면반주기까지 장비돼 사용자들이 매우 편리하고 즐겁게 이용한다.
락원무역총회사에서는 작년에도 국제상품전람회에 손가락두께보다 얇은 QLED형에 화상도가 4K인 액정텔레비젼을 출품하여 북한이 출시한 스마트 TV는 부품을 중국에서 수입해 조립한 것으로 보이며 국가망이 운영하는 인트라넷 홈페이지에 연결하는 것은 일반인들은 인터넷 접속을 할 수 없기 때문이다.

## 평가

### 로동신문 혹은 민주조선을 통한 비판 허용[26]
이때를 기준으로 로동신문과 민주조선을 통하여 김정일의 정책이나 혹은 잘못된 기능을 한 것에 대하여 비판 사설을 제기하는 것을 허용함에 따라 많은 내용들이 비판이 되었으며 조선민주주의인민공화국이 자구책 차원에서 도별 경쟁 체제를 선언하고 지역 경제와 주민 생활 향상을 통해 국가의 전반적인 경제성장을 꾀하려는 정책 기조와 맥을 같이 한다고 밝혔다.
그만큼 현재 김정은은 잘못을 하거나 부진한 데를 찾아가 잘못된 데가 있다면 따끔하게 비판논조를 내고 비판 사설을 개제하는 것을 허용을 하게 되었다.
김정은이 손쉽게 관광지나 내어주고 앉아서 득을 보려고 했던 선임자들의 잘못된 정책으로 하여 금강산이 10여년간 방치되어 흠이 남았다. 땅이 아깝다고, 국력이 여릴 적에 남에게 의존하려 했던 선임자들의 의존 정책이 매우 잘못됐다고 비판하였다.
그외에도 김정은이 상당히 비판을 한 목록이 많으며 특히 많은 잘못들을 비판하고 비판 사설을 내도록 허용을 하며 그것을 강조하는 기사들도 개제를 허용을 하게 되었다.
북한 인민군 간부와 기술자 등 최소 5명이 평양 고층아파트 붕괴 사고와 관련해 책임을 지는 차원에서 숙청되었으며 김정은은 이들을 비판을 하게 되었다.
7총국장은 결국 정치범수용소행 처분을 받았고 설계와 시공을 담당한 기술자 4명은 총살되었다고 전했으며 최부일 인민보안상이 아파트 붕괴 현장을 찾아 피해가족과 평양 시민에게 허리를 굽혀 사과하였다.
조선민주주의인민공화국이 사고 직후 즉각적인 수습에 나선 것은 매우 이례적으로 사고발생지역이 군 간부들이나 신흥 부유층이 대다수 거주하고 있다는 점에서 권력 지지층의 민심 이반을 차단하기 위한 움직임이다.

### 도시 이동의 자유 허용
조선민주주의인민공화국의 조치에 의해 평양시와 전선지역, 국경지역 등 특정지역을 제외한 대부분 지역들을 통행증명서 없이 이동할 수 있게 되었다면서 주민들은 공민증만 있으면 여행금지지역을 제외한 타 지역으로 자유롭게 이동할 수 있다고 자유아시아방송에 밝혔다.
소식통은 지금까지는 주민들이 주거지를 떠나 타 지역으로 이동하려면 여행증명서를 발급받아야 했는데 일반인은 해당 지역 사무소, 직장인은 해당 공장기업소 경리)를 통해 증명서발급신청서를 제출해야 했다면서 신청서류를 인민보안성 2부에서 검토해 승인을 받는데 일반 지역은 3 - 4일이 소요되고 평양시를 비롯한 특정지역은 1주일 이상 걸렸고 신청한다고 다 승인되는 것도 아니었다고 말했다.
소식통은 이어서 평양시, 전선지역, 국경연선, 자강도를 비롯한 특정지역에 한에서 한달 전에 국가에서 정한 승인번호를 받아서 증명서를 신청해야 하며 특히 국경지역이나 전선지역 같은 경우에는 보안서 승인 번호에 덧붙여 보위부 승인번호까지 받아야 하는 등 번거롭기 그지 없었다고 밝히지만 주민들로서 일반 지역이라도 공민증만 지참하면 마음대로 다닐 수 있게 되어 이번 조치를 환영하는 분위기라고 밝혔다.

### 평양 주민 광명망 사용자 30% 이상 증가
현재 평양에서는 컴퓨터 보유자의 30% 이상이 광명망을 이용하여 특히 VOD나 혹은 온라인 게임을 즐기며 살아가고 있다고 밝혔으며 이를 바탕으로 스타크래프트와 디아블로 등 LAN선을 통하여 온라인 게임을 즐기고 있다고 밝히고 있으며 특히 자체적인 소년장수나 임진조국전쟁등 많은 국산 온라인게임들도 즐기고 있다고 밝히고 있다.
그리고 스마트폰을 통한 온라인 사용자도 60% 가까이 평양에서 스마트폰 게임을 즐기고 있으며 블루투스를 통하여 대전게임을 즐기고 있으며 특히 카운터 스트라이크 계열 엔진 게임으로 많은 스마트폰 사용자들이 다운받고 즐기고 있다.

### 스마트폰으로 통한 코로나 바이러스 신속 파악 가능
연일 대한민국의 신종 코로나바이러스 감염증 확진자와 사망자 수 현황을 자세히 전했던 조선민주주의인민공화국이 국내 확진자 증가세가 둔화하자 보도 비중을 줄이고 있다.
호전되는 한국의 코로나 상황을 보도하는 것이 남북 체제 비교와 선전에 도움이 되지 않는다는 판단에 따른 것으로 보인다.
로동신문은 17일 대한민국에서 신형 코로나바이러스 감염자가 8,236명으로 늘었다며 중앙방역대책본부 보도에 따르면 16일 0시 기준으로 비루스 감염자가 15일 0시 이후 74명이 추가로 발생했다고 전했다.
신문은 또 지금까지 확인된 사망자수는 76명이라며 대한민국 전문가들이 신형 코로나비루스 전파 사태가 장기화될 수 있다는 데 대해 밝혔다고 보도했다.
이것을 바탕으로 로동신문에 있는 대한민국의 소식을 간접적으로 통하여 신속하게 보도를 하고 있어 코로나 바이러스를 항상 파악할 수 있도록 요청을 하고 특히 조선중앙TV를 통하여 예방수칙들을 항상 포치하는 일에 힘을 쓴다.
현재 스마트폰으로 항상 주민들은 수칙을 지키며 코로나 바이러스가 확산세가 가지 않도록 스마트폰에 로동신문이나 조선중앙통신을 통하여 계속 속보판을 읽고 있다고 한다.